# Mitsubishi L200
Mitsubishi L200 — лінійка пікапів, що виробляється компанією Mitsubishi з 1978 року.

## Попередня історія
Першим пікапом Mitsubishi в 1967 році став маленький Colt Pickup, в основі якого лежав Colt 1000F першого покоління - вантажопасажирська малолітражка оснащувалася літровим 51-сильним моторчиком і могла перевезти півтонни вантажу. Альянс з компанією Chrysler на початку 70-х років дозволила японцям вивести свої машини на американський ринок під маркою Dodge і почати спільну розробку нового пікапа - за океаном популярність таких автомобілів росла на очах.

## Перше покоління (1978-1986)
Однотонний задньопривідний Mitsubishi L200 першого покоління з'явився в 1978 році і був розроблений спільно з компанією Chrysler. В 1979 році автомобіль отримав титул "Найкращий пікап року" в США. В Америці він продавався як Dodge Ram D-50 і Plymouth Arrow Pickup, а в Європі і Японії - як Mitsubishi Forte. Він оснащувався бензиновим двигуном об'ємом 2,0 л і дизелем 4D55 об'ємом 2,3 л, а для Америки був передбачений карбюраторний двигун об'ємом 2,6 л.
В 1980 році у L200 з'явилося нове оформлення передка і повний привід, що жорстко підключається. Причому шасі задньо-і повнопривідних пікапів значно різняться між собою - так буде і у всіх наступних поколіннях L200.
Трохи пізніше пікапи стали оснащувати триступінчатим «автоматом» і дизелем 4D56 об'ємом 2,5 л.
Успіх був приголомшуючий - із змінами L200 першого покоління розійшовся тиражем в 640 тисяч машин.

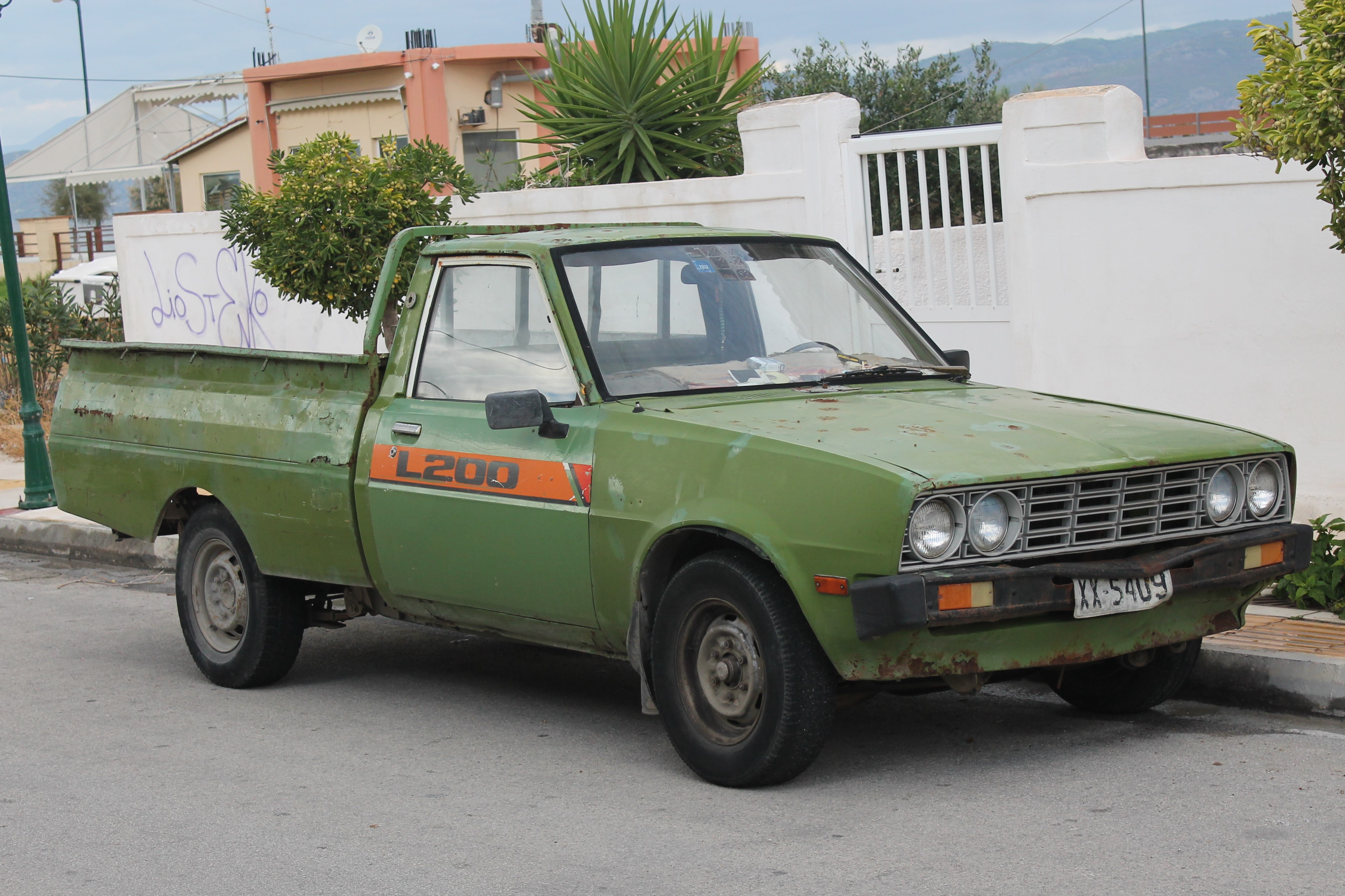
Mitsubishi L200 1 (1978-1980)
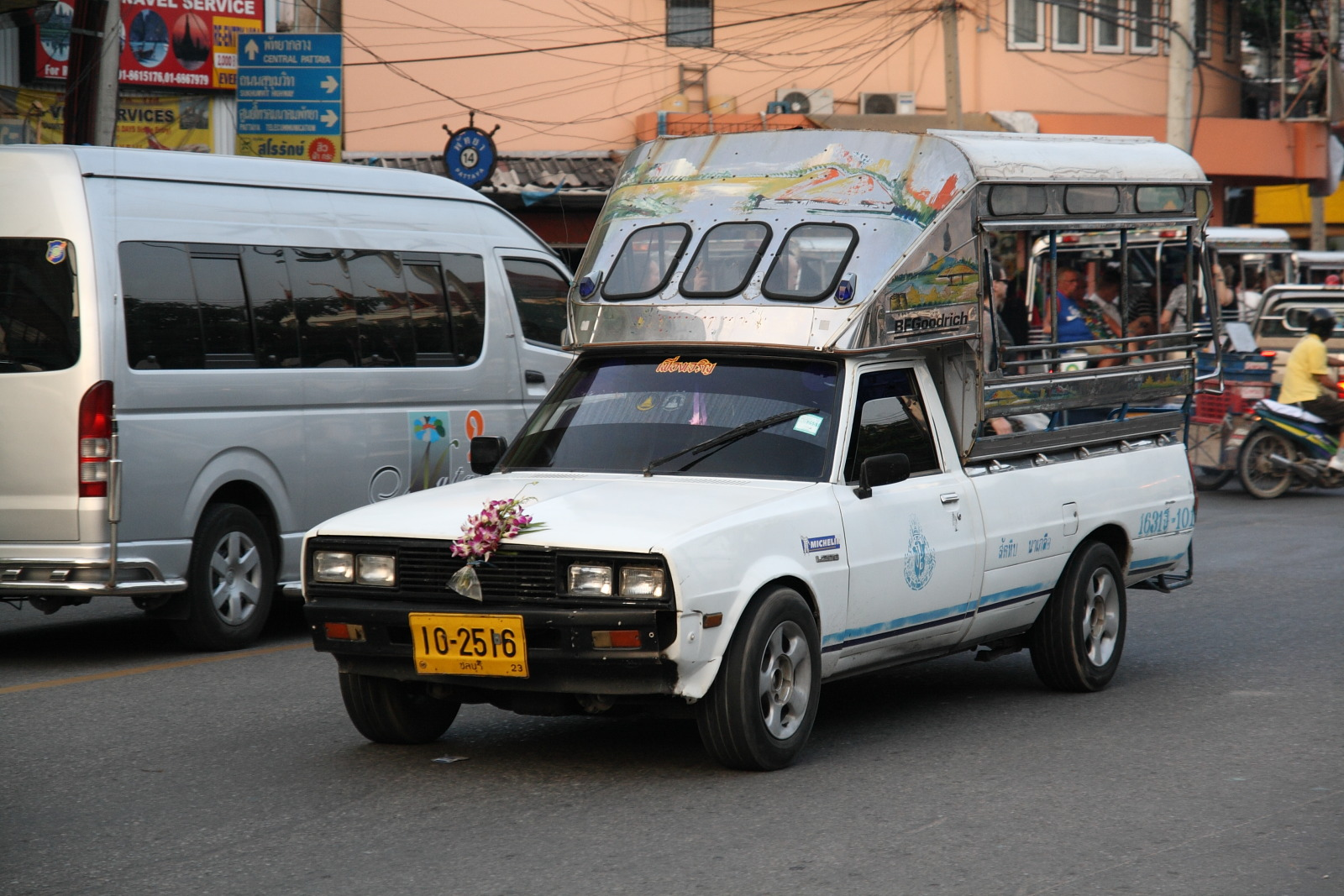
Mitsubishi L200 1 (1980-1986)
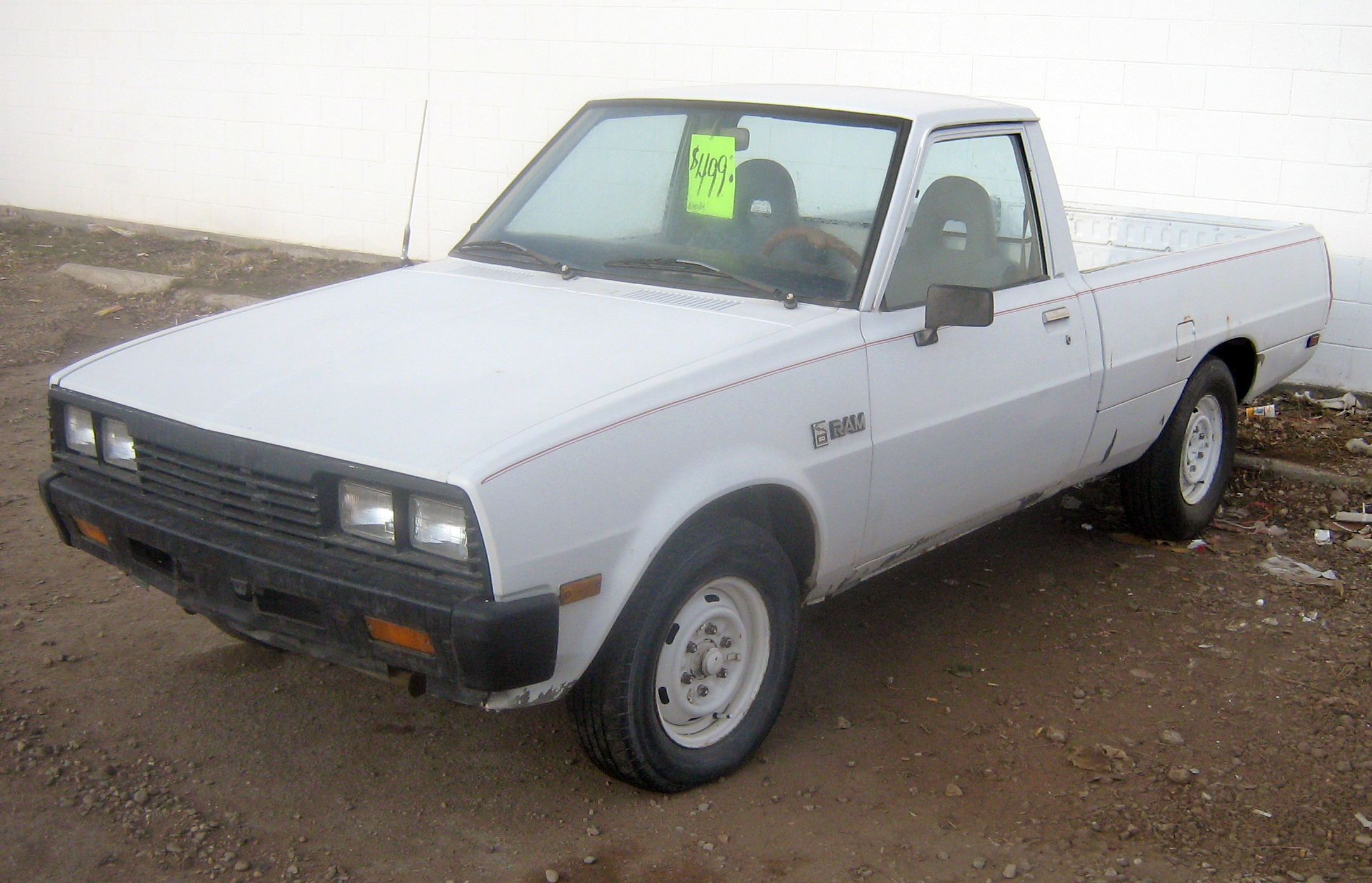
Dodge Ram 50 (1981-1986)

## Друге покоління (1991-2000)

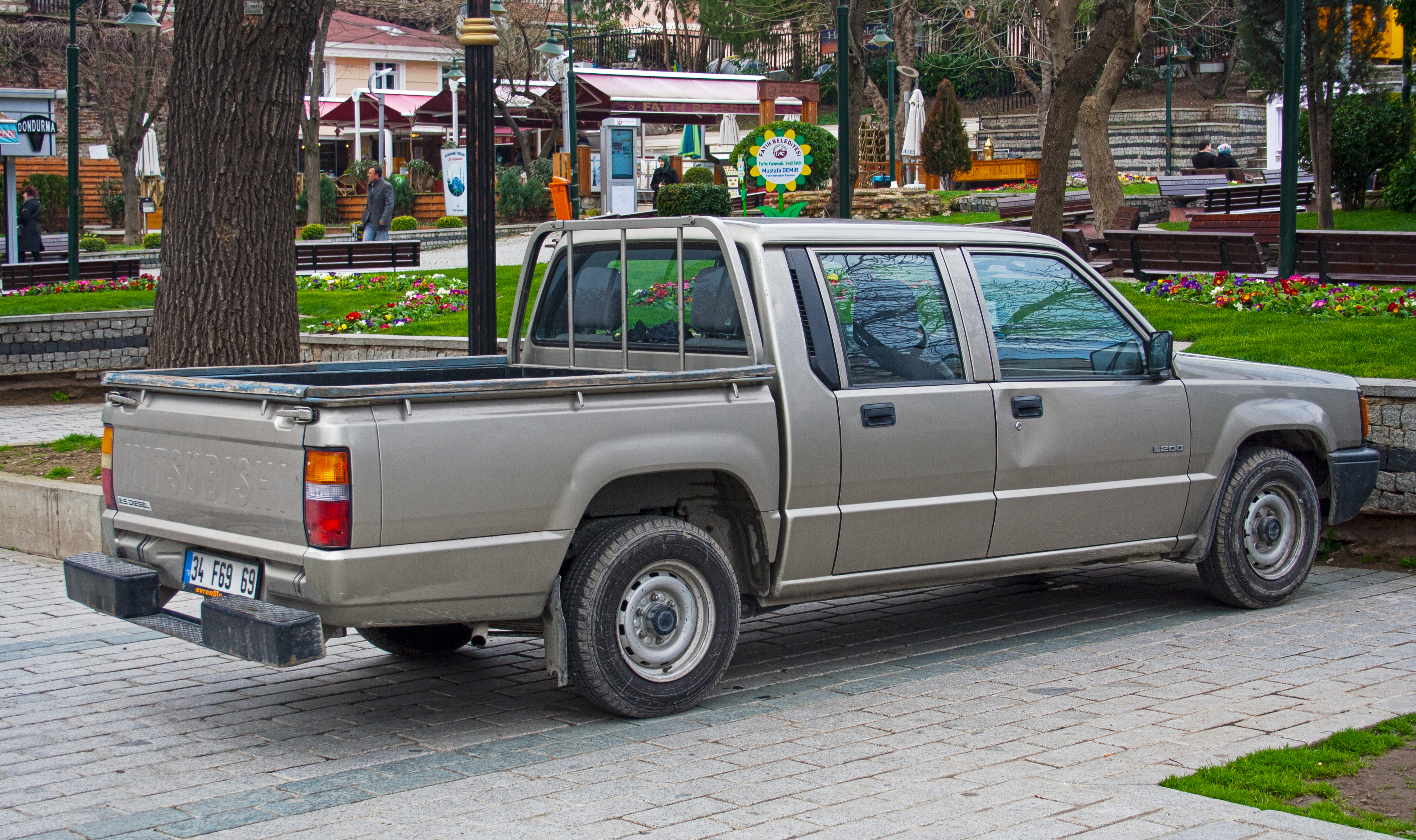
Mitsubishi L200 2 (1993-2000)

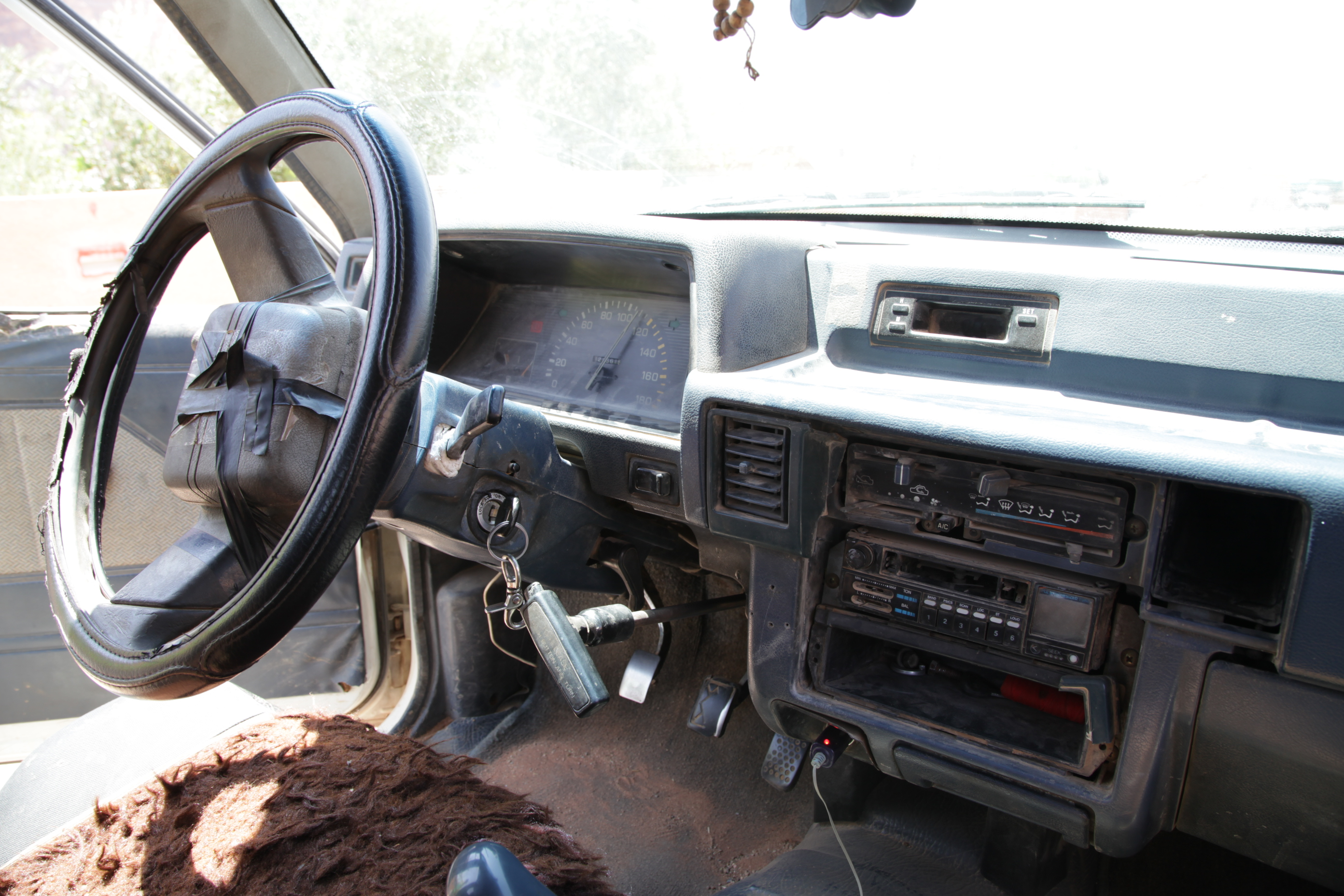

Друге покоління L200 дебютувало в Японії під назвою Mitsubishi Strada (так в Японії назвали новий L200) в 1986 році. Новинка отримала нову зовнішність і першу «подвійну» кабіну. Цей автомобіль компанія Mitsubishi розробляла вже самостійно.
З 1988 року пікапи L200 почали збирати на заводі Mitsubishi в Таїланді.
На європейському ринку модель припинили продавати в 1996 році.
Пікап другого покоління зняли з виробництва в 2000 році - за цей час було випущено 1110 тисяч машин.

### Двигуни
- 2.0 л G63B I4
- 2.4 л 4G64 I4
- 2.6 л 4G54 I4
- 3.0 л 6G72 V6 (4WD)
- 2.5 л 4D56 I4 (diesel)
- 2.5 л 4D56 I4-T (diesel)

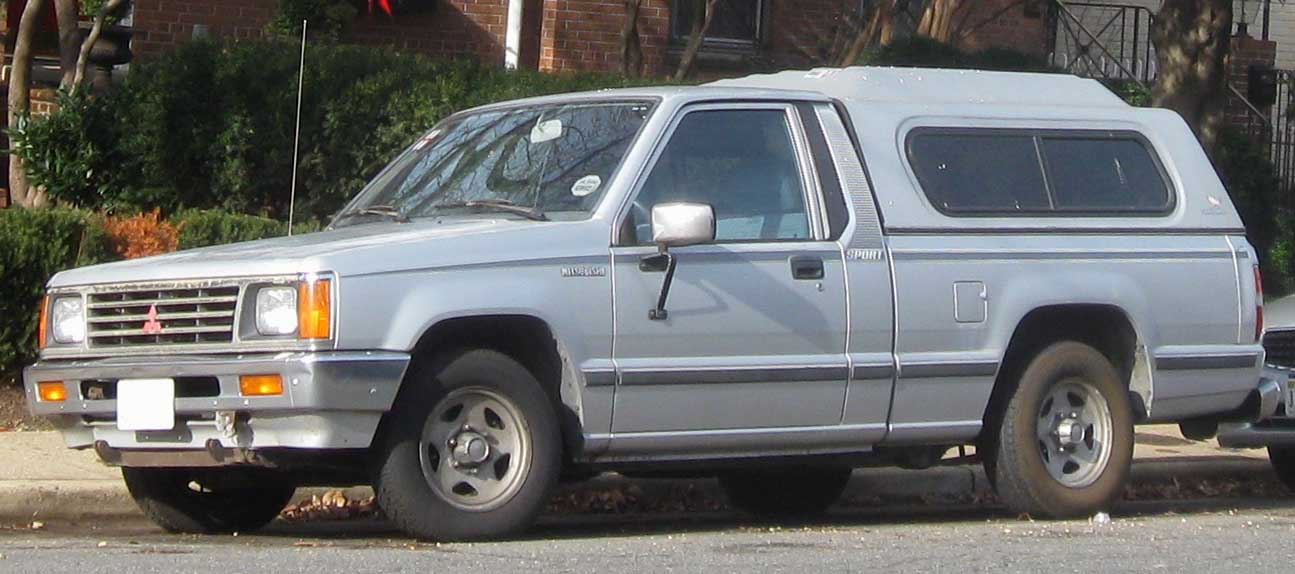
Mitsubishi L200 2 (1986-1992)
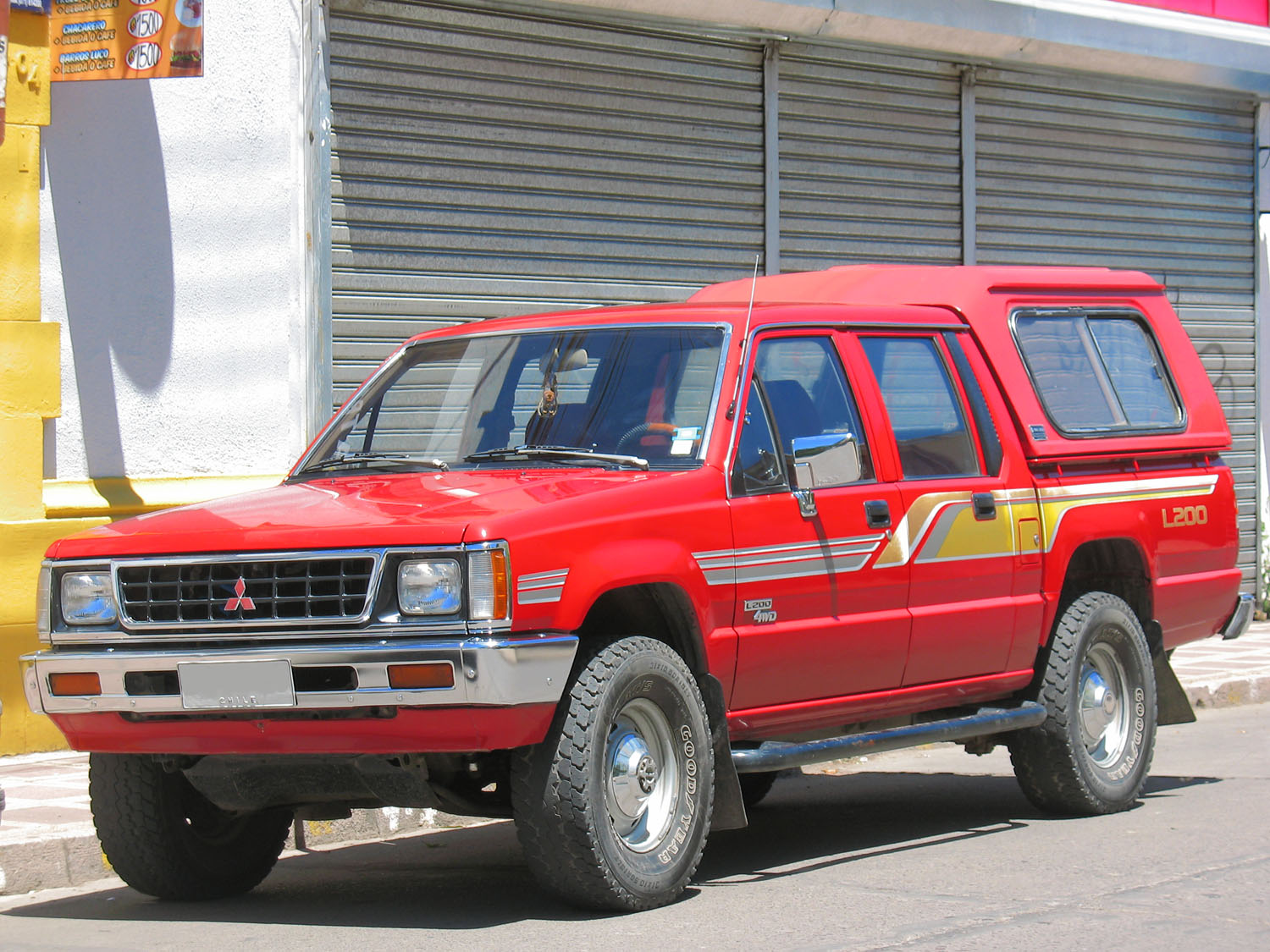
Mitsubishi L200 2 (1986-1992)

## Третє покоління (K60T) (1996-2006)

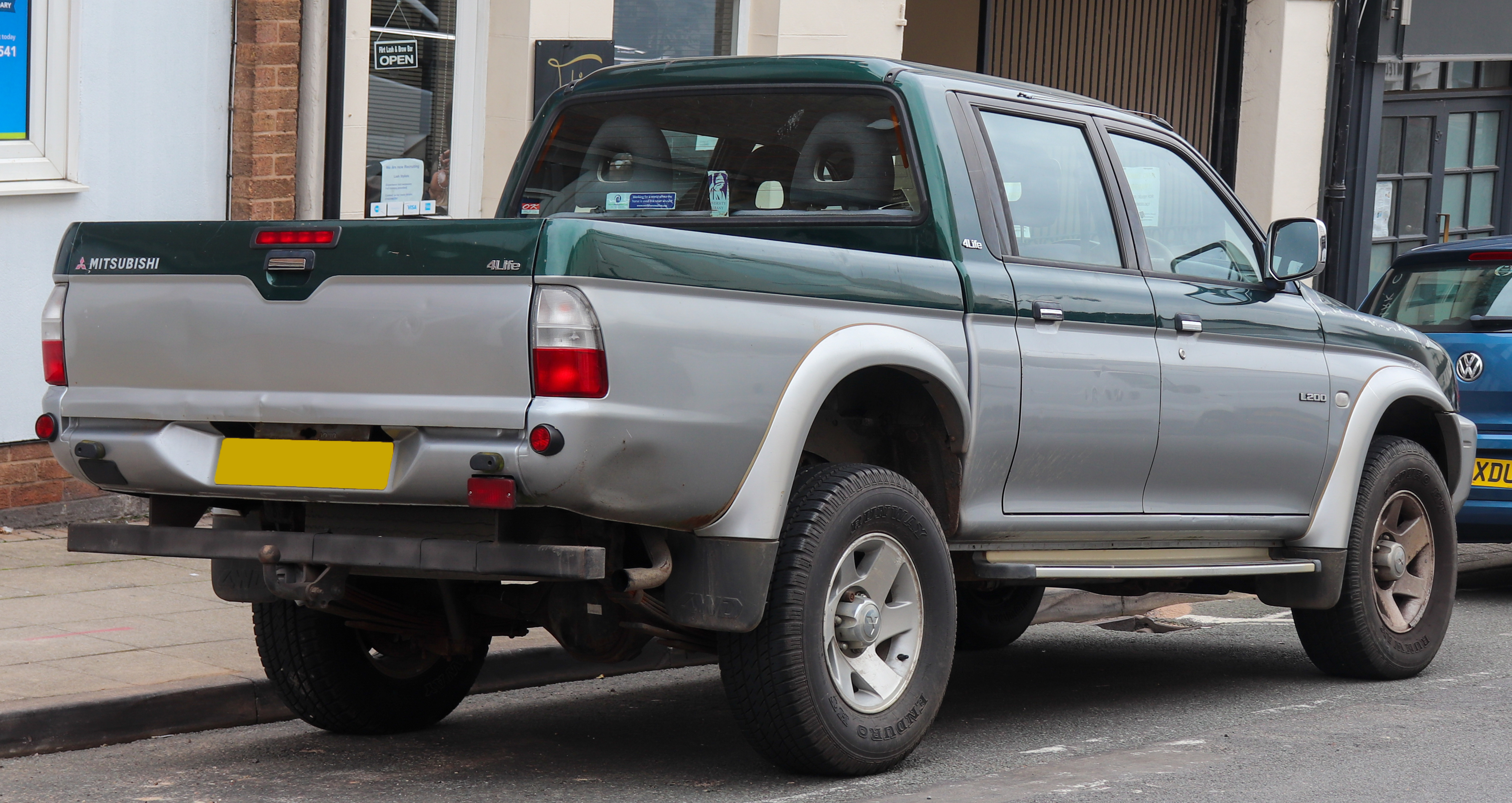
Mitsubishi L200 3 (2001-2006)

Пікап L200 третього покоління (японське ім'я - Strada II) зразка 1995 випускався майже виключно в Таїланді. Автомобіль відрізнявся повністю новою кабіною, кузовом, рамою та інтер'єром. L200 з колісною формулою 4x2 або 4x4, короткою, подовженою або подвійною 5-місною кабіною комплектували 4-циліндровим дизелем з безпосереднім упорскуванням палива турбонаддувом і проміжним охолодженням (2,5 л, 100-115 к.с.) і механічною 5-ступінчастою коробкою передач. Повна маса пікапа у різних виконаннях становить 2,4-2,8 т. З кінця 90-х років L200 з бензиновим двигуном об'ємом 2,4 л (136 к.с.) продавався і в Росії, тим часом з 2002 в Європі такі бензинові пікапи не постачали через відсутність попиту. Загальний обсяг продажів машин третього покоління теж переступив мільйонний рубіж, причому в Європі L200 за популярністю поступався лише моделями Colt і Lancer.

### Двигуни
- 2.0 л 4G63 I4
- 2.4 л 4G64 I4
- 3.0 л 6G72 V6
- 2.5 л 4D56 I4 (diesel)
- 2.5 л 4D56 I4-T (diesel)
- 2.8 л 4M40 I4 (diesel)
- 2.8 л 4M40 I4-T (diesel)

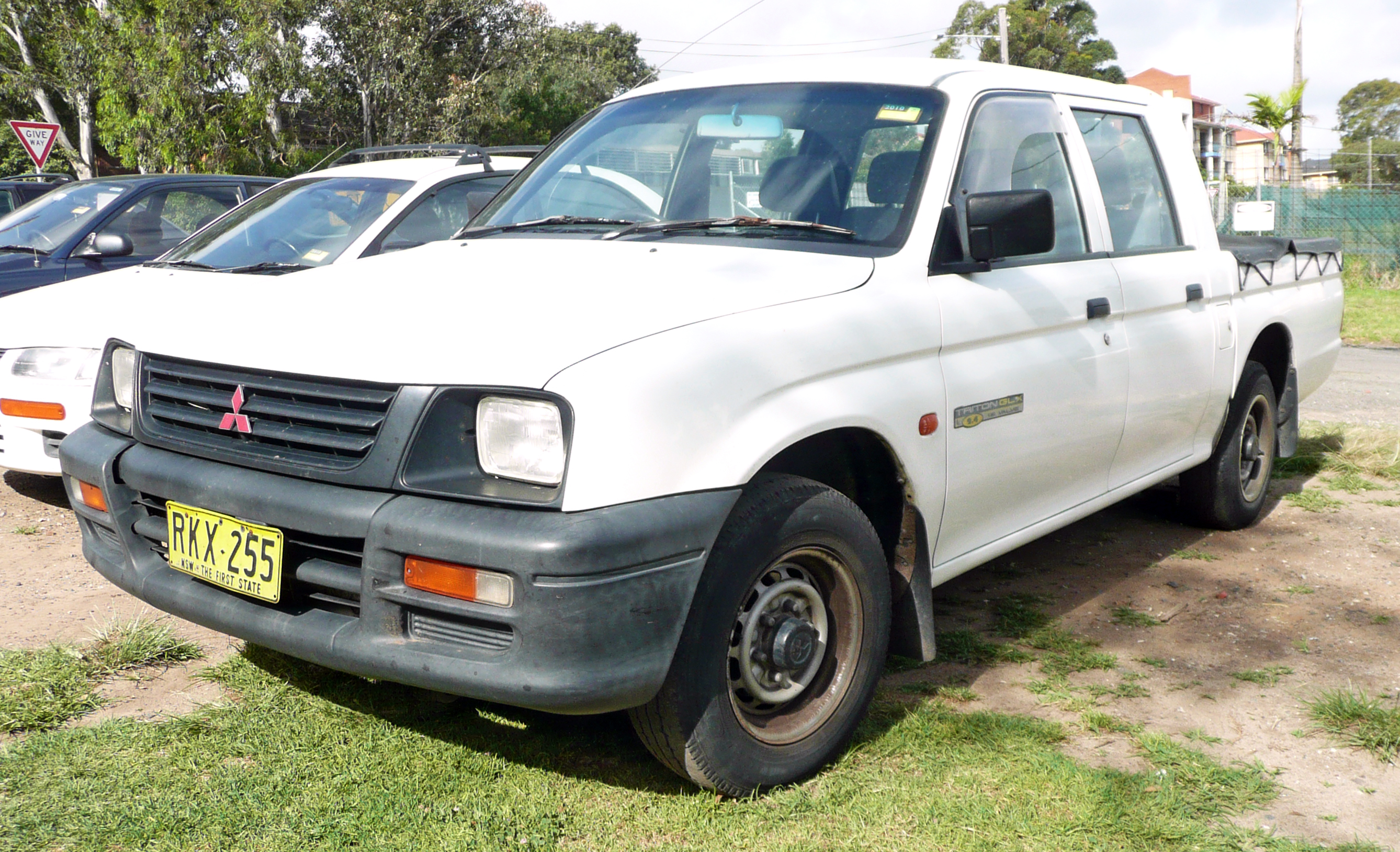
Mitsubishi Triton (1996-2001)
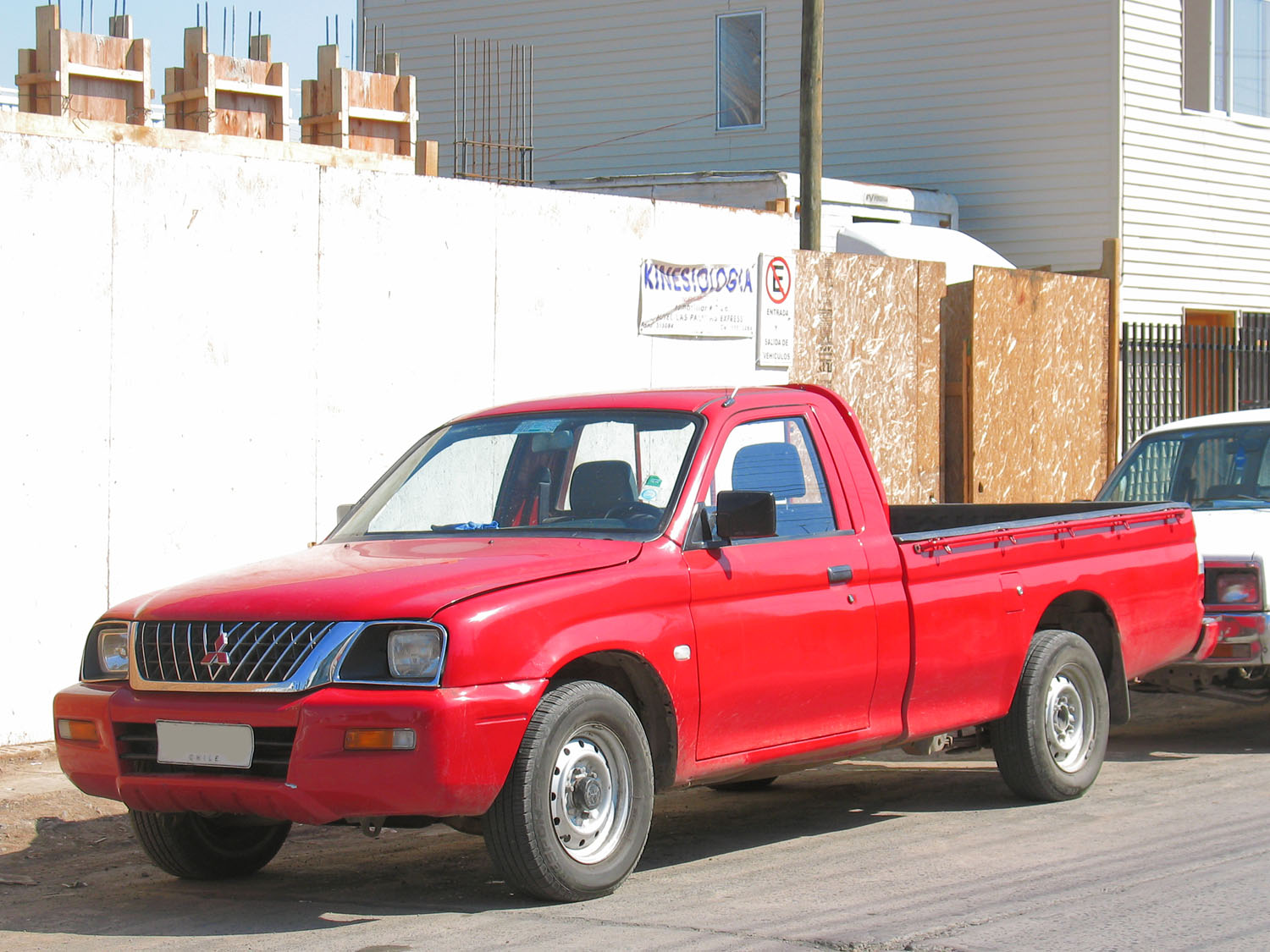
Mitsubishi L200 3 (2001-2006)

## Четверте покоління (KAOT) (2006-2015)

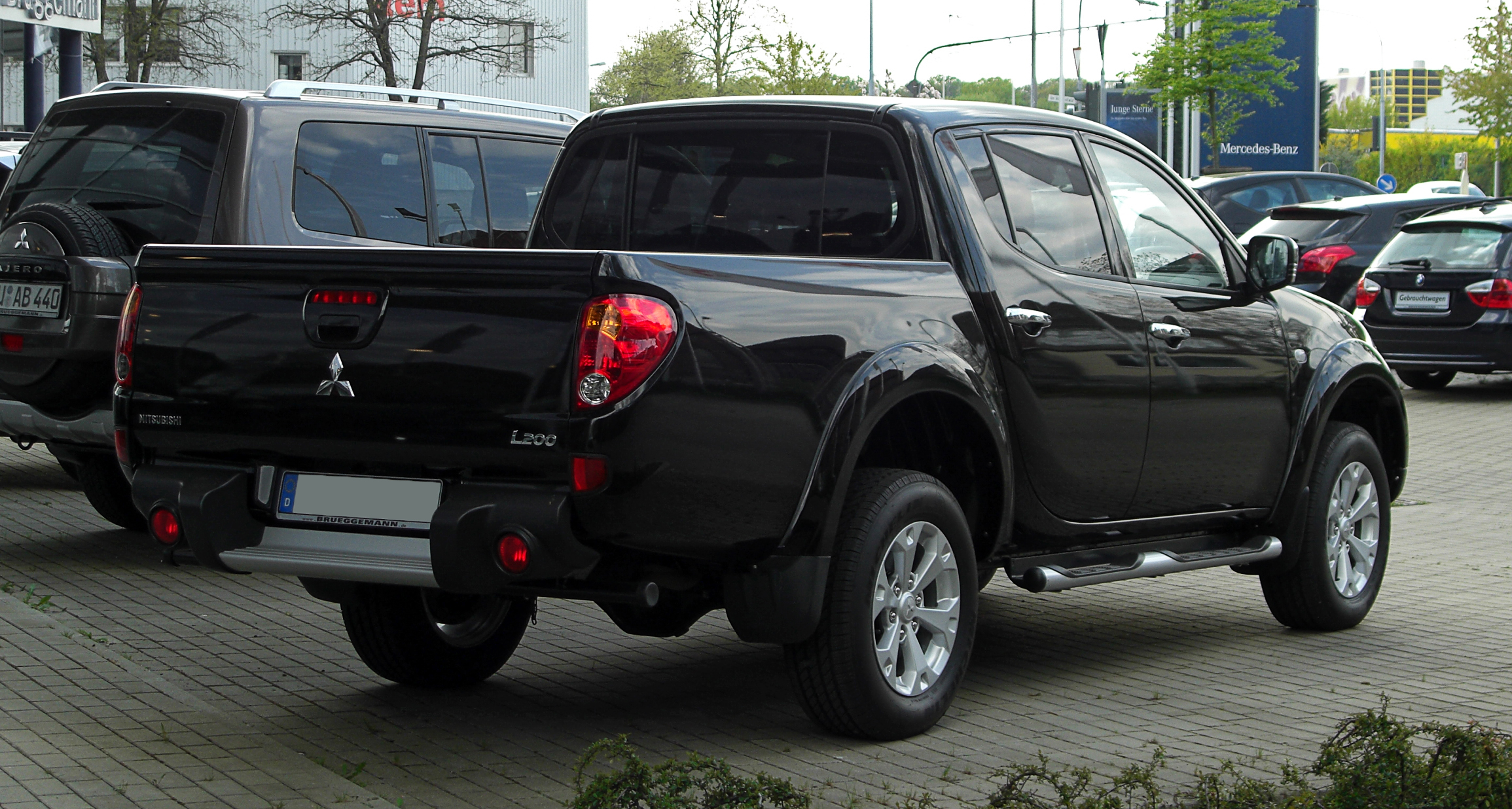
Mitsubishi L200 2500 DI-D+ (2011-2015)

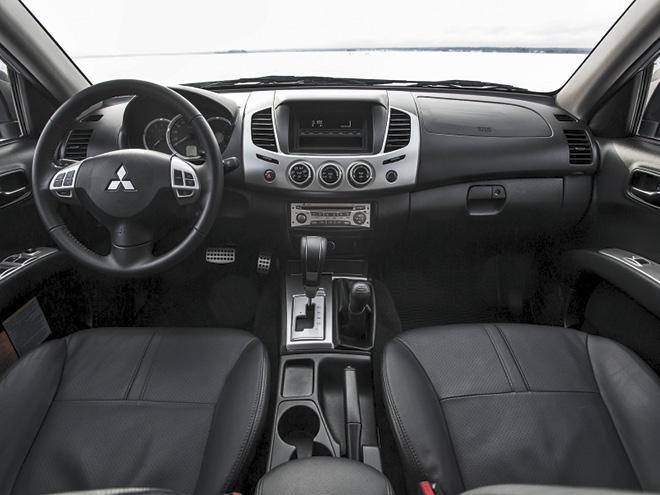

Новий L200 четвертого покоління виробляється в Таїланді з 2005 року і продається на місцевому ринку з 165-сильним дизелем 3.2 Di-D під ім'ям Triton. У Японії пікап дебютував під цим же ім'ям, але тільки восени 2006 року і з бензиновим V6 (3,5 л, 178 к.с.). Європейські продажі нового L200 стартували навесні 2006 року. А з Америки L200 пішов - там нішу закриє пікап Mitsubishi Raider, перелицьований Dodge Dakota.
В залежності від комплектації, може бути встановлений кондиціонер, аудіосистема, автоматична, або ручна коробка передач, підключаємим повним приводом Easy Select (part-time), або Super Select (on-demand full-time), механічний блок керування межевим дифференціалом. дифференціала, системой курсової стійкості ESP
У 2011 році модель оновили в стилі нового Mitsubishi Pajero Sport.

### Двигуни
Бензинові
- 4G64 2.4 л Р4 145 к.с.
- 6G74 3.5 л V6 178/194 к.с.

Дизельні
- 4D56 2.5 л 78 к.с.
- 4D56 2.5 л 126 к.с.
- 4D56 2.5 л 136 к.с.
- 4D56 2.5 л 178 к.с. 350 Нм
- 4M41 3.2 л Di-D 165 к.с.

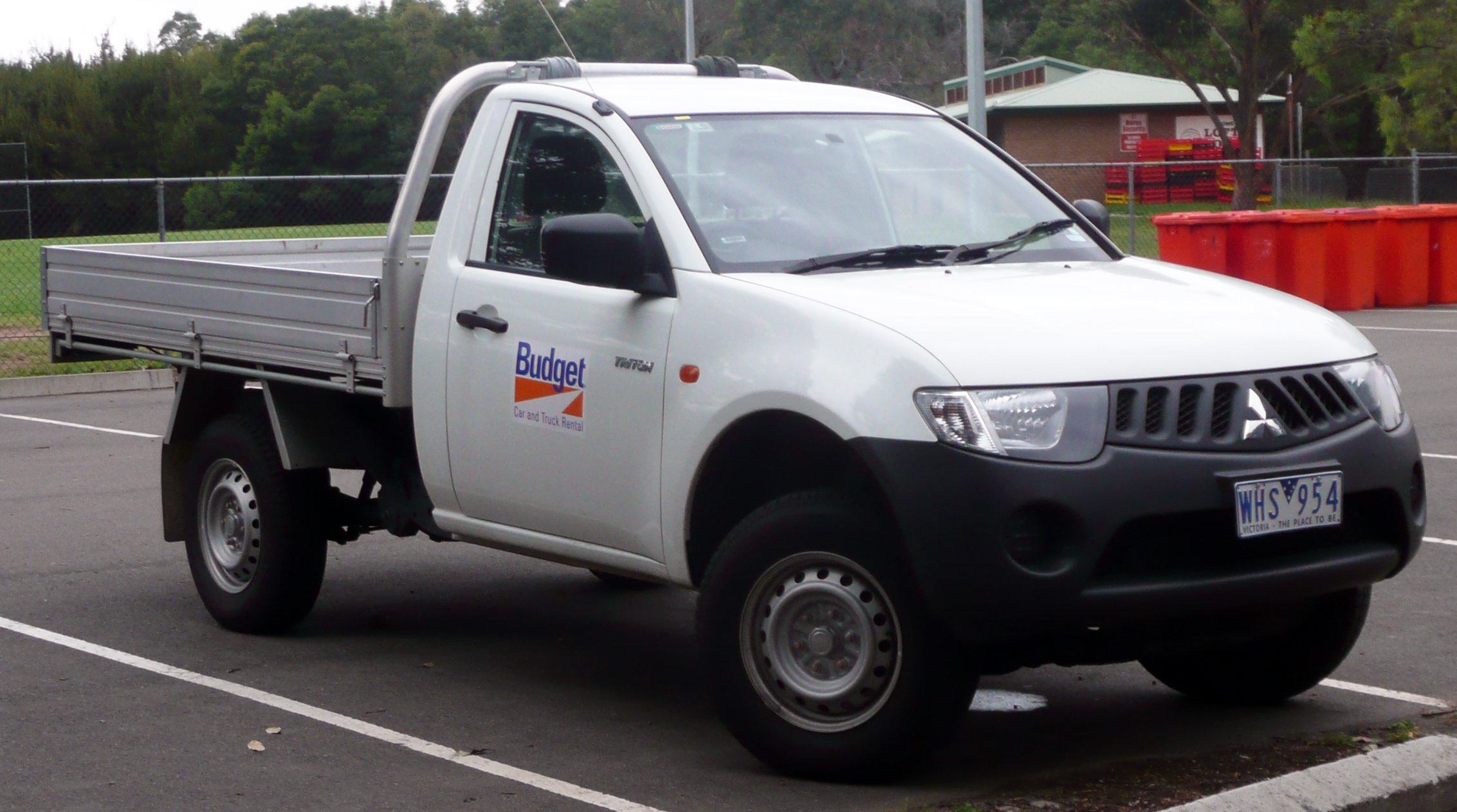
Mitsubishi L200 4 SingleCab (2006-2011)
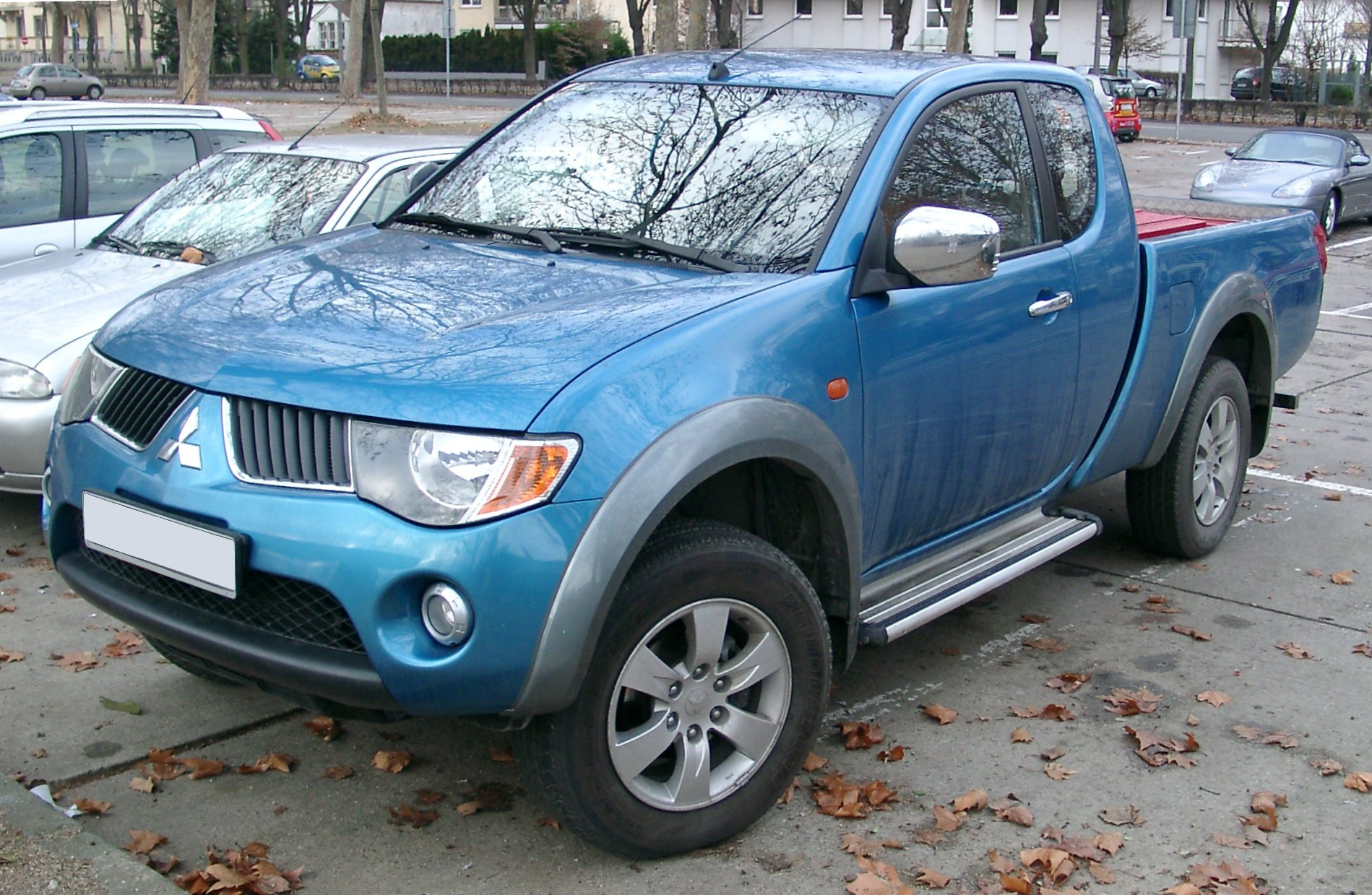
Mitsubishi L200 4 ClubCab (2006-2011)
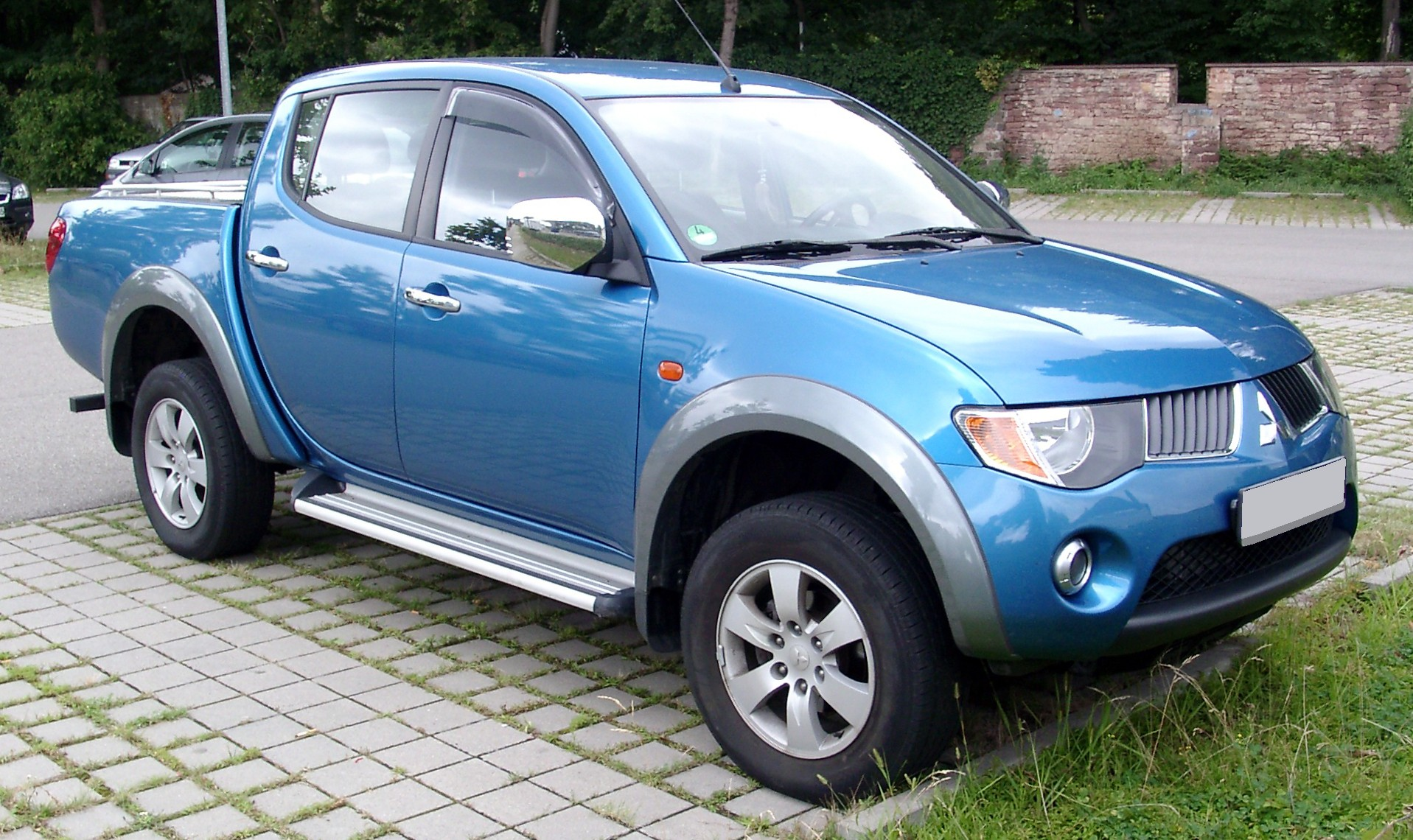
Mitsubishi L200 4 DoubleCab (2006-2011)

## П'яте покоління (з 2015)

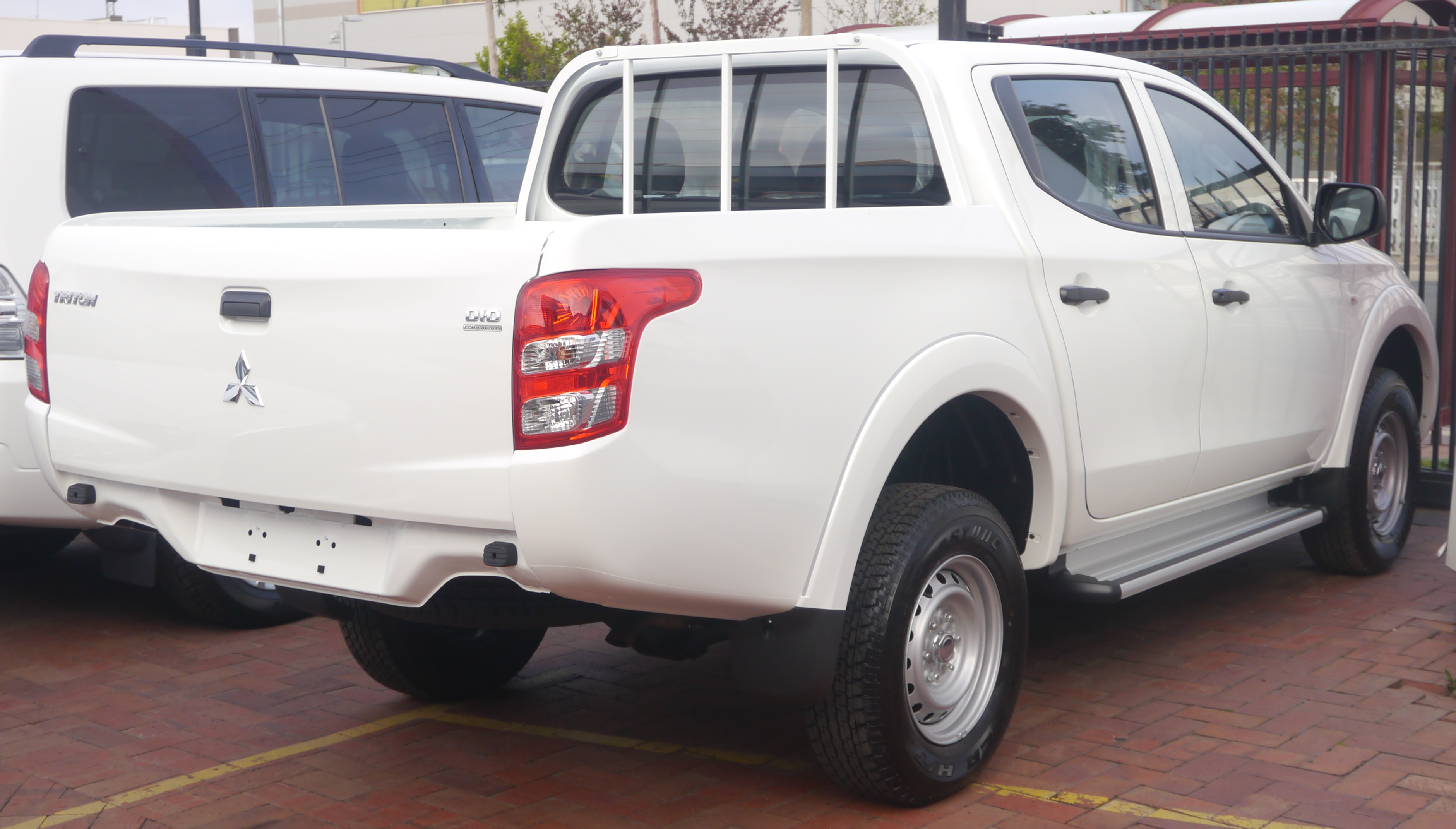
Mitsubishi L200 5-дв.

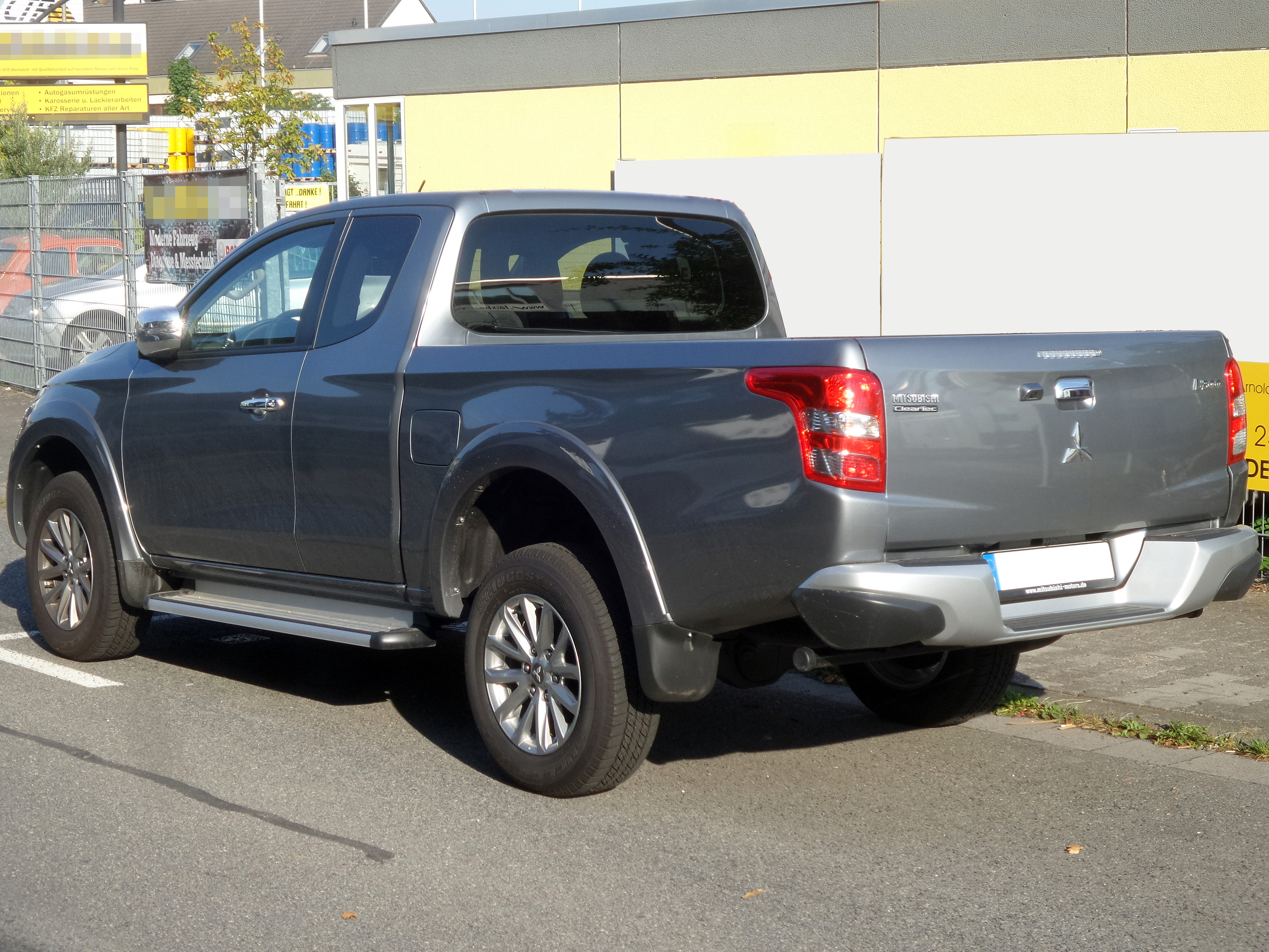
Mitsubishi L200 3-дв.

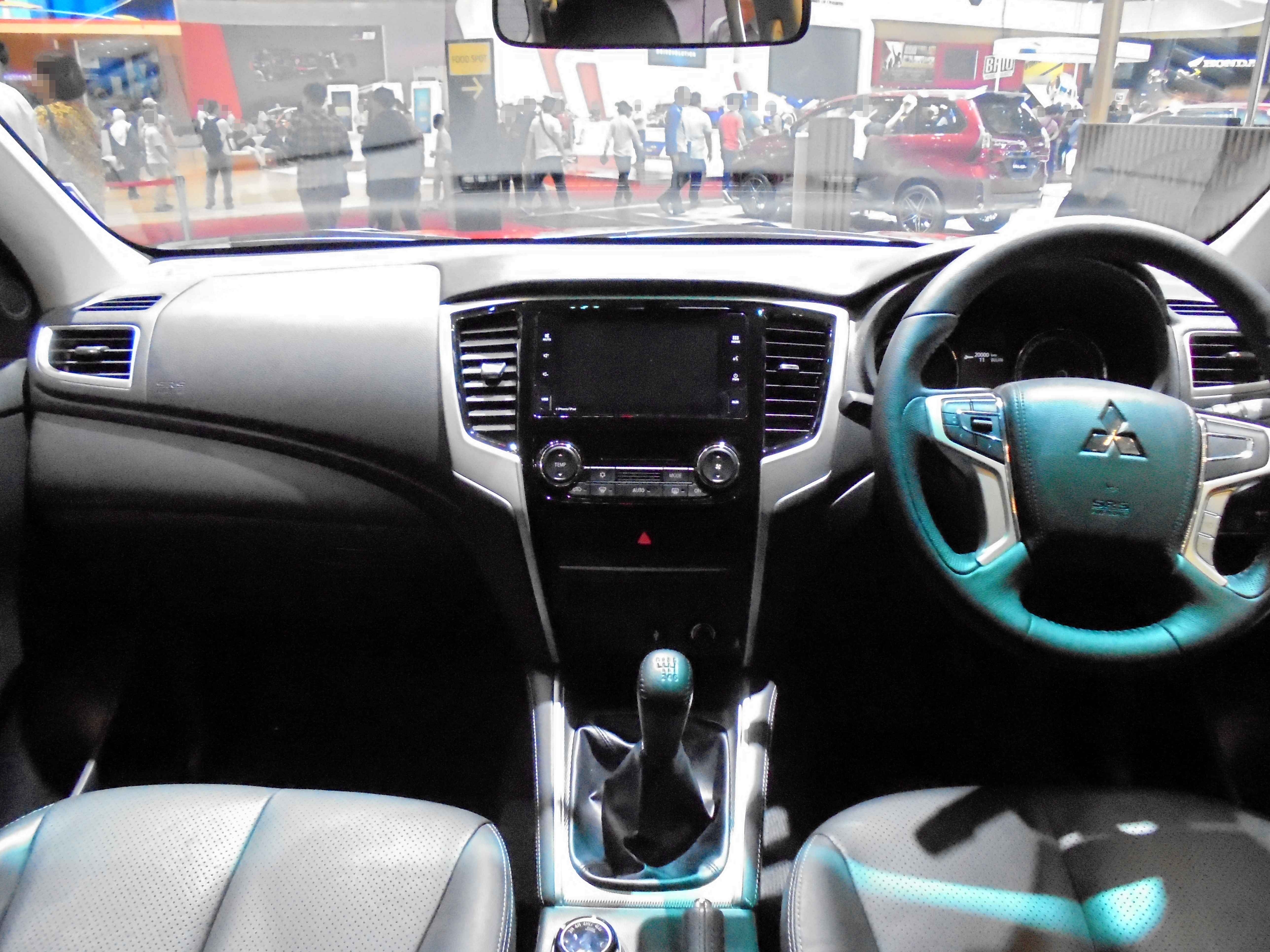

В кінці 2014 року на автосалоні в Лос-Анджелес дебютувало нове покоління Mitsubishi L200. У продаж автомобіль надійшов в 2015 році і пропонується в комплектації Double cab 4WD, Double cab 2WD, Single cab 4WD та Single cab 2WD. На вибір пропонується автомобілі з повним приводом Super Select 4WD-II чи Easy Select 4WD, або заднім приводом. Пікап обзавівся новим режимом Off-Road з підпрограмами «гравій», «бруд / сніг», «пісок» і «камінь». В автомобілі, як і раніше наявне блокування заднього диференціала.
Дизайн екстер'єру L200 випуску 2016 року залишився практично без змін. Компанія вирішила максимально зберегти всі пропорції даного автомобіля, тому що він має насправді солідний, представницький і сучасний зовнішній вигляд. Але лобове скло тепер має більший кут нахилу, бампер став набагато компактнішим, а передні фари оснастили світлодіодними вогнями денного світла. Незначних змін зазнала і хромована решітка радіатора. Також, дизайнери додали хромовану обробку заднього бампера, всіх дверних ручок і металеві бокові підніжки круглої і плоскої форми. Кліренс у L200 дорівнює 205 мм. Mitsubishi L200 2016 року представлений в декількох комплектаціях: 4Life, Titan, Challenger, Warrior і Barbarian. Всі моделі оснащені: кондиціонером, сімома подушками безпеки, системою контролю тяги і системою стабілізації причепа. 
В 2018 році модель оновили, повністю змінивши зовнішній вигляд і оснащення. З'явилась система контролю спуску з гори.

### Двигуни
Бензиновий
- 4G64 2.4 л Р4 132 к.с. 202 Нм

Дизельні
- 4N14 2.3 л 150 к.с. 400 Нм (Export з 2018)
- 4N15 2.4 л 154 к.с. 380 Нм
- 4N15 2.4 л 181 к.с. 430 Нм
- 4D56 2.5 л 110 к.с. 200 Нм
- 4D56 2.5 л 136 к.с. 324 Нм
- 4D56 2.5 л 178 к.с. 400 Нм

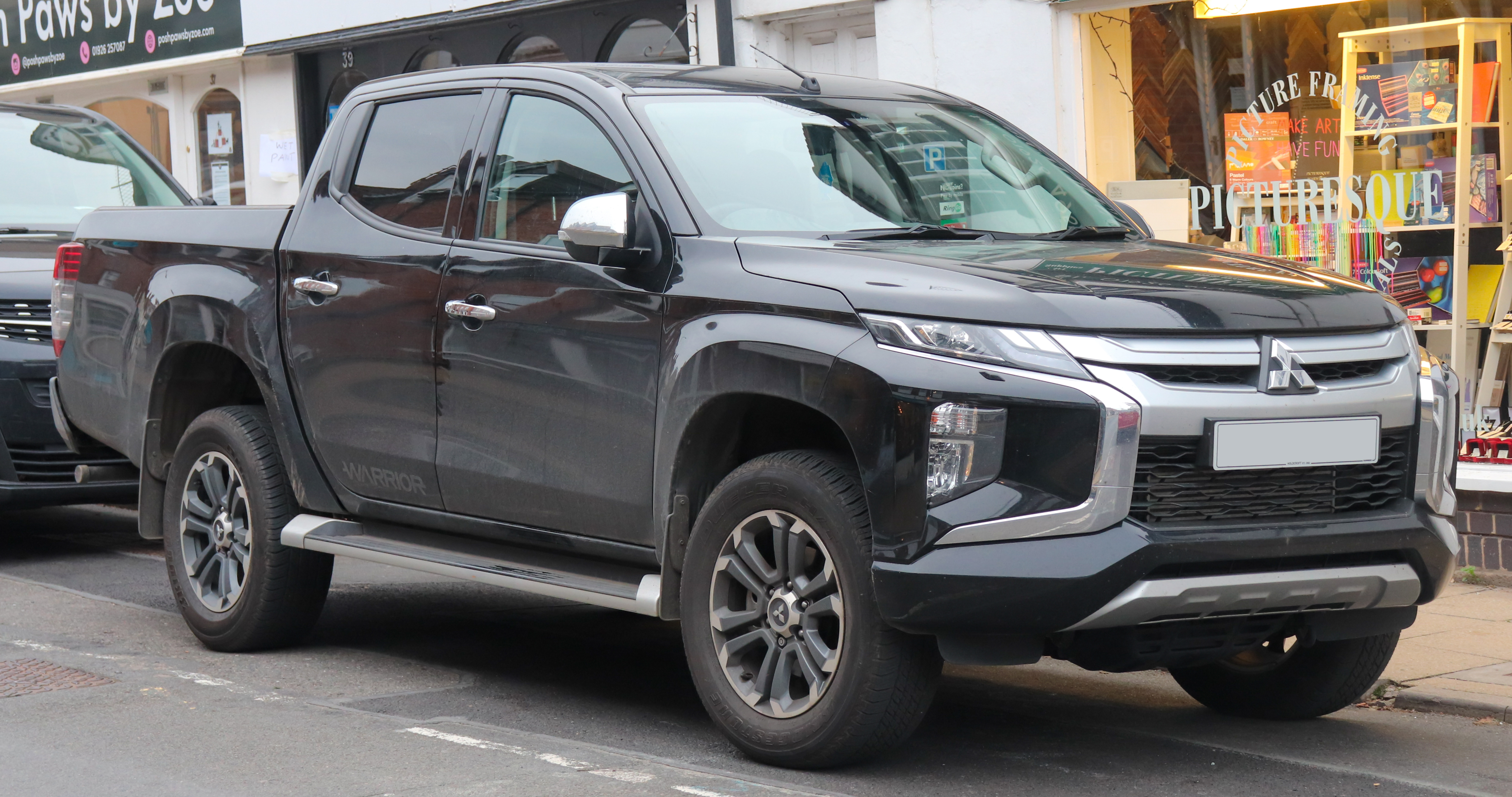
Mitsubishi L200 (з 2018)
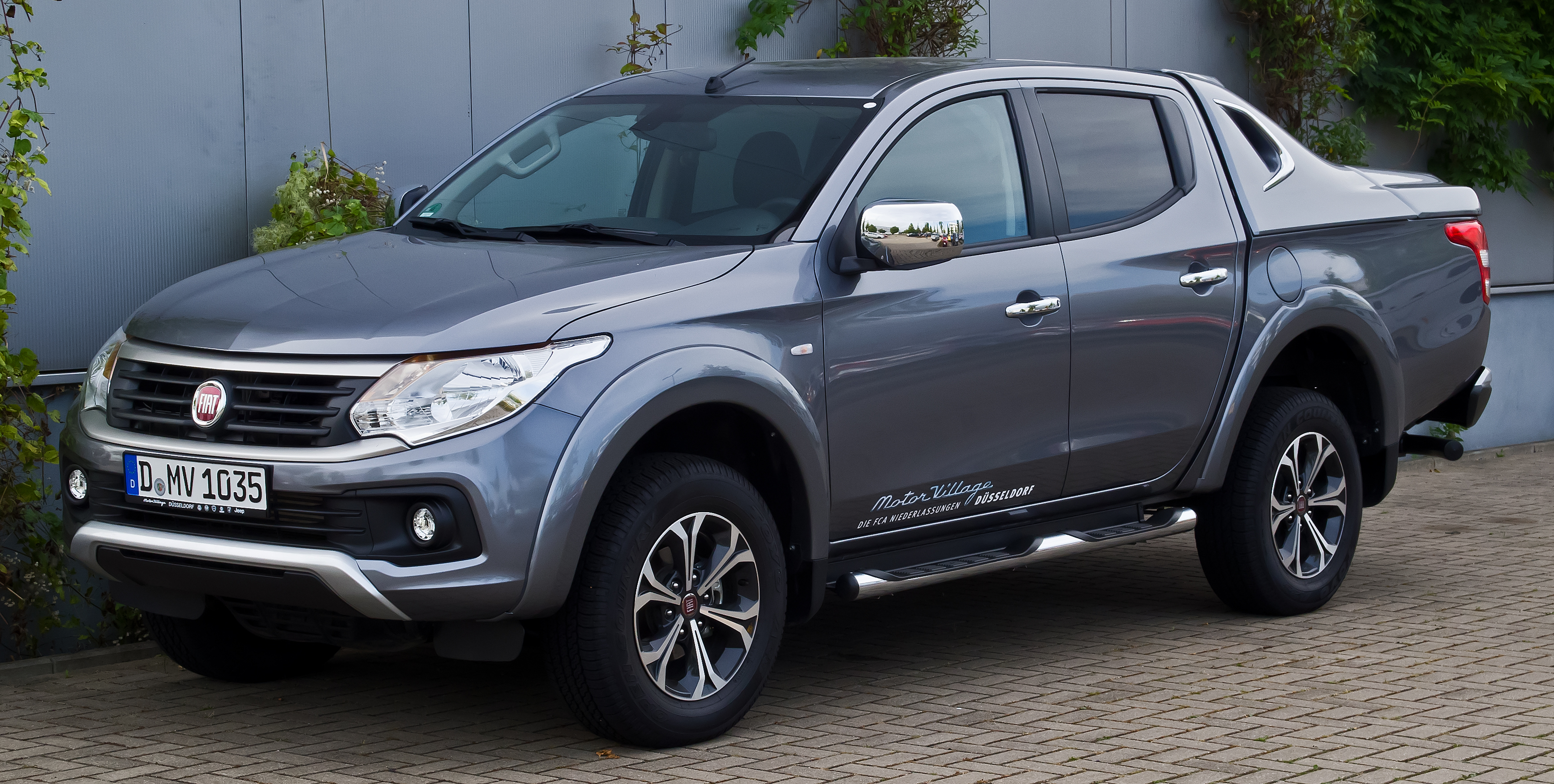
Fiat Fullback

## Шосте покоління (з 2023)

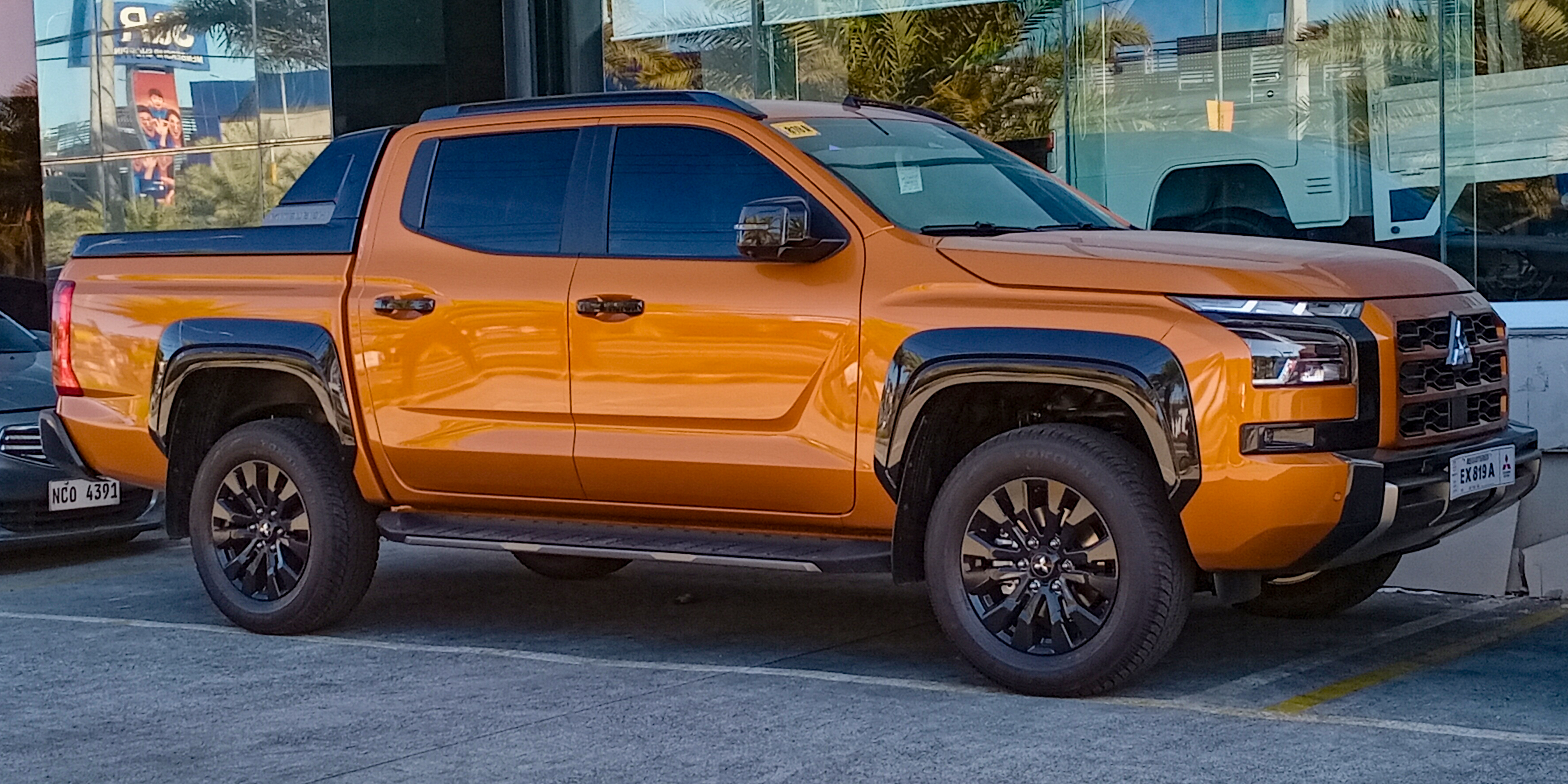
Mitsubishi Triton 2.4 Athlete 4x4

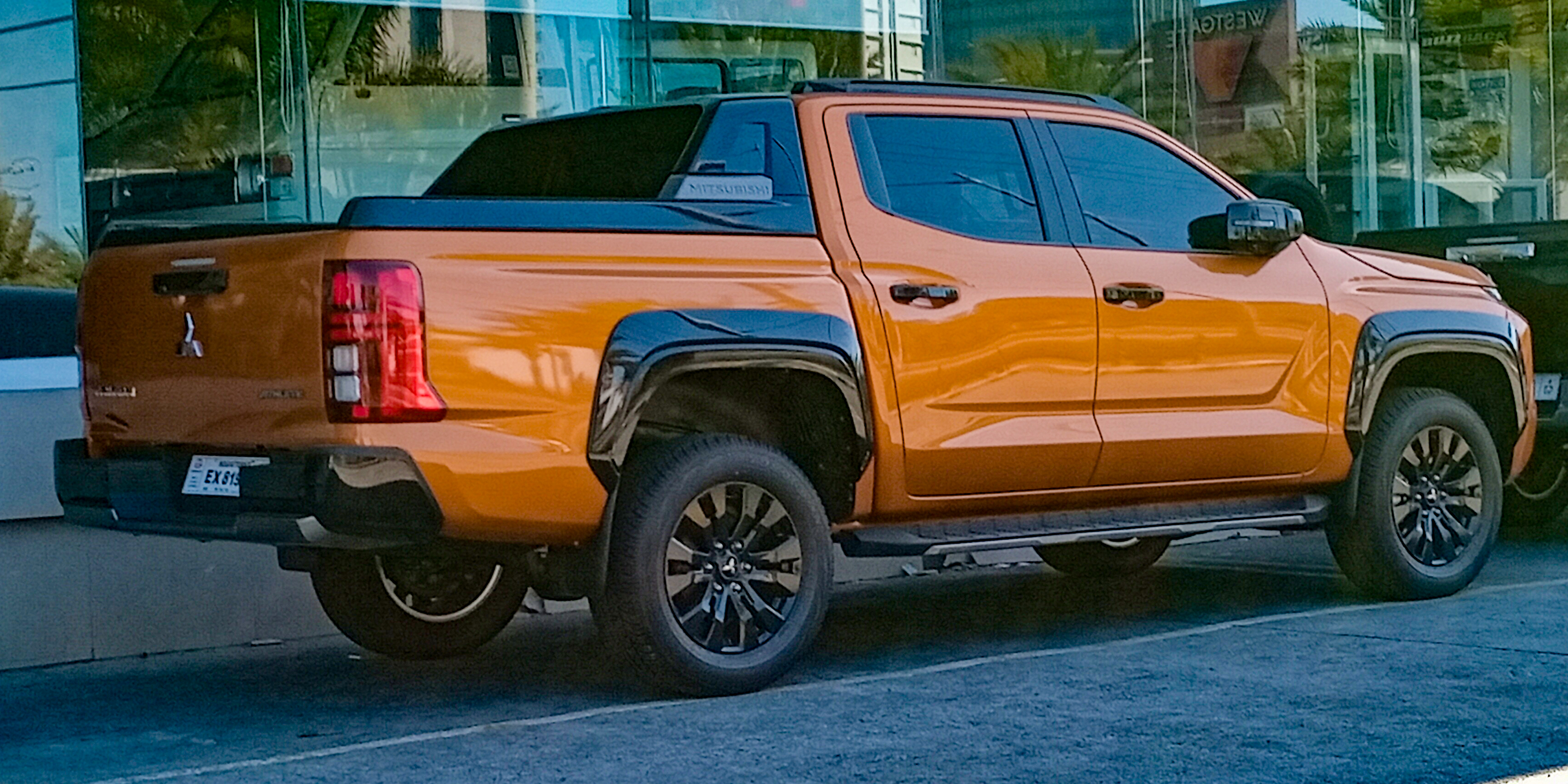
Mitsubishi Triton 2.4 Athlete 4x4

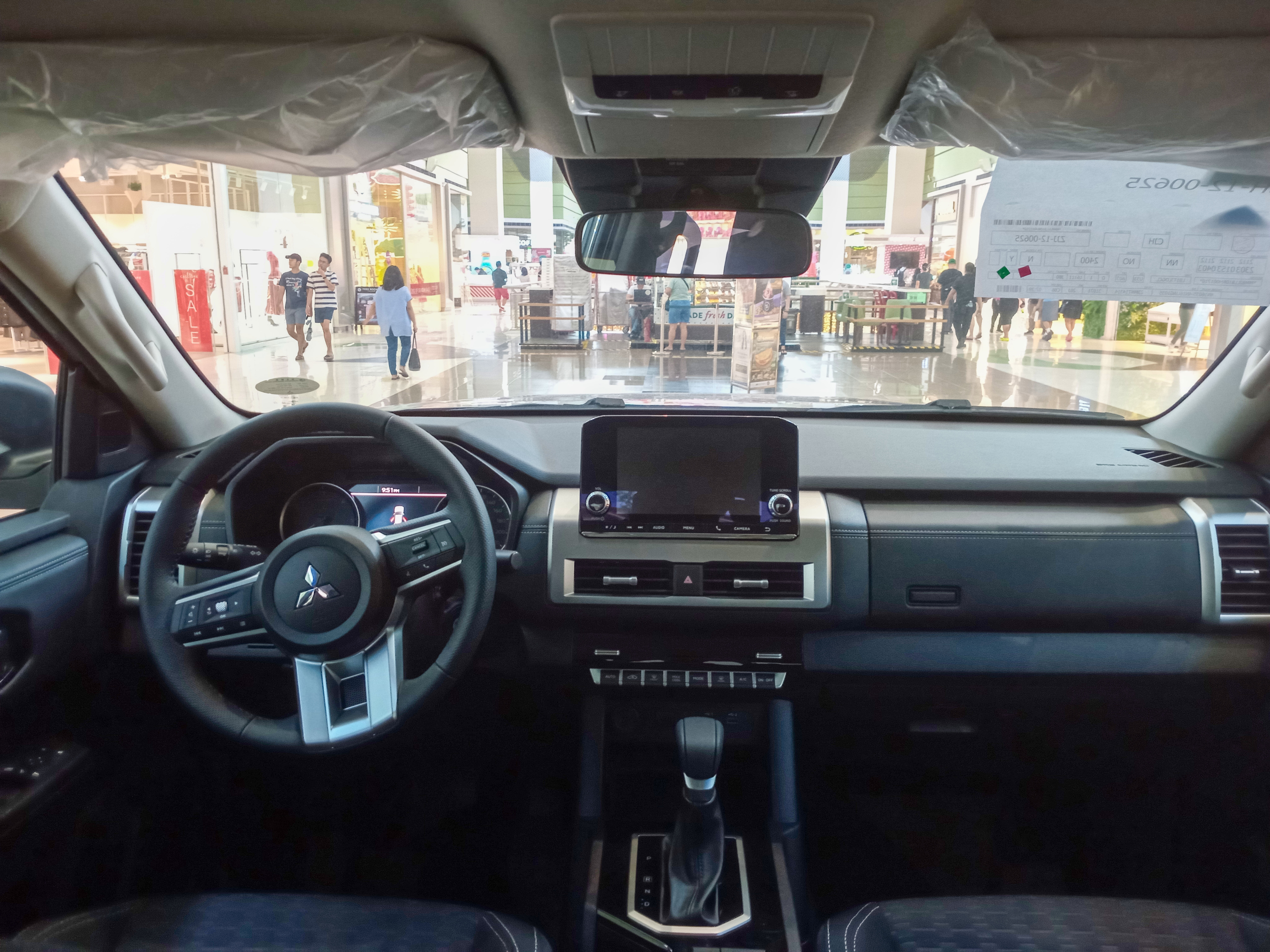

Triton шостого покоління було представлено 26 липня 2023 року. Він був представлений як концепт XRT на Міжнародному автосалоні в Бангкоку 21 березня 2023 року.
У Таїланді модель буде пропонуватися в трьох типах кузова: подвійна кабіна, одинарна кабіна та «клубна кабіна» з вантажним простором за передніми сидіннями.
У вересні 2022 року Mitsubishi Motors планувала відновити продаж лінійки Triton на внутрішньому ринку Японії у 2023 році, через 12 років після їх початкового припинення.

### Двигуни
Бензиновий
- 2.4 L 4G64 I4 132 к.с. 202 Нм

Дизельні
- 2.4 L 4N16 turbo I4 150 к.с. 330 Нм
- 2.4 L 4N16 twin-turbo I4 184 к.с. 430 Нм
- 2.4 L 4N16 twin-turbo I4 204 к.с. 470 Нм

## Продажі
| Рік  | Таїланд |
| ---- | ------- |
| 2014 | 33,105  |
| 2015 | 25,261  |
| 2016 | 23,584  |
| 2017 | 32,450  |
| 2018 | 39,984  |
| 2019 | 35,789  |